# Ryszard Jasiński (animator)
Ryszard Jasiński (ok. 1948 w Bydgoszczy, zm. 28 listopada 2014 tamże) – wokalista, animator życia muzycznego w Bydgoszczy (1965-1995), współzałożyciel i wieloletni prezes Oddziału Północnego Polskiego Stowarzyszenia Jazzowego, popularyzator muzyki jazzowej i inicjator wielu imprez o zasięgu ogólnopolskim. 

## Życiorys
W młodości występował jako piosenkarz i konferansjer w licznych imprezach estradowych. Swoje odziedziczone po ojcu (śpiewaku-amatorze) zdolności wokalne ujawnił w czasie studiów farmaceutycznych w Poznaniu, kiedy to występował z zespołem Janusza Muraszki w Klubie „Medyk”. 
W latach 60. przeniósł do Bydgoszczy „Spotkania z piosenką”, wymyślone wspólnie z Niną Dobrowolską. W tym okresie prezentował się jako wokalista w imprezach klubowych i kabaretowych, w pokazach mody oraz na radiowej antenie. Jedna z jego piosenek pt „Plaże Riwiery” stała się przebojem popularnego „Lata z radiem”. 
W 1974 r. współorganizował Oddział Północny Polskiego Stowarzyszenia Jazzowego i został jego prezesem. Odznaczał się konsekwencją działania i rozmachem organizacyjnym, pracując przez szereg lat w chałupniczych warunkach. Rozwinął rozległą działalność impresaryjno-koncertową w Bydgoszczy, przełamując w latach 70. monopol „Estrady Bydgoskiej”. Sprowadzał nad Brdę znanych artystów oraz jazzowe i rockowe zespoły. Dzięki swym zdolnościom mediacyjnym i towarzyskim nawiązał osobiste kontakty z wieloma znakomitościami polskiej estrady muzycznej i kabaretowej. W latach 80. i 90. stał się jednym z liderów bydgoskiego środowiska muzycznego i kulturalnego. 
Po zaprzestaniu działalności biura koncertowego PSJ w latach 90., nawiązał współpracę z bydgoską Rozgłośnią Polskiego Radia, a prowadzone przez niego programy i listy przebojów „Jazz Top” zyskały dużą popularność. Na łamach bydgoskiej prasy („Gazeta Pomorska”, „Express Bydgoski”) zamieszczał wywiady z artystami, ludźmi nauki, sportu i polityki. Działał też na niwie społecznej, pełniąc m.in. funkcje kierownicze w „Lions Clubie”. 
Jego córką jest dziennikarka Magdalena Jasińska, zatrudniona w Radiu Pomorza i Kujaw w Bydgoszczy.